# Юго-центральная часть штата Рио-де-Жанейро

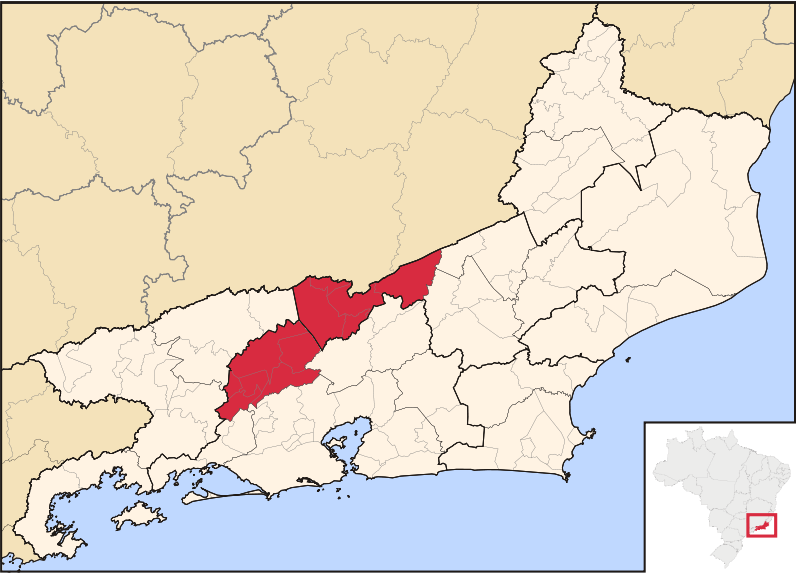
Юго-центральная часть штата Рио-де-Жанейро на карте.

Юго-центральная часть штата Рио-де-Жанейро (порт. Centro-Sul Fluminense) — микрорегион в Бразилии, входит в штат Рио-де-Жанейро. Составная часть мезорегиона Юг штата Рио-де-Жанейро. Население составляет 316 532 человека на 2006 год. Занимает площадь 3218,976 км². Плотность населения — 98,3 чел./км².

## Статистика
- Валовой внутренний продукт на 2003 составляет 1 854 267 507,00 реалов (данные: Бразильский институт географии и статистики).
- Валовой внутренний продукт на душу населения на 2003 составляет 5858,07 реалов (данные: Бразильский институт географии и статистики).